# Una seria
Una seria è il primo album in studio della rapper italiana Baby K, pubblicato il 12 marzo 2013 dalla Epic Records.

## Descrizione
Prodotto da Tiziano Ferro e Michele Canova Iorfida, Una seria è stato anticipato dai singoli Sparami e da Killer. Sparami è un singolo pubblicato dalla rapper e in seguito aggiunto nel disco, con un video pubblicato dalla rapper nel canale ufficiale Vevo, mentre Killer è stato il primo effettivo brano estratto dal progetto, che ha riscosso molto successo in Italia. Il brano "Se ti fa sentire meglio" è presente in esclusiva per la versione digitale su iTunes.
Dall'album sono stati poi estratti i singoli Non cambierò mai e Sei sola, usciti rispettivamente il 5 aprile e il 13 settembre 2013; Nel disco è inoltre presente anche il brano Femmina Alfa, originariamente pubblicato nell'omonimo EP del 2011.

## Tracce
1. Intro – 0:31 (testo: Claudia Nahum – musica: Michele Canova)
2. Non cambierò mai (feat. Marracash) – 3:06 (testo: Claudia Nahum, Fabio Rizzo – musica: Michele Canova, Claudia Nahum)
3. Killer (feat. Tiziano Ferro) – 3:33 (testo: Tiziano Ferro, Claudia Nahum – musica: Tiziano Ferro, Claudia Nahum, Michele Canova)
4. Una seria (feat. Fabri Fibra e Skit) – 4:02 (testo: Fabrizio Tarducci, Claudia Nahum – musica: Michele Canova, Fabrizio Tarducci)
5. Sparami – 3:25 (testo: Claudia Nahum – musica: Michele Canova, Raffaele Buono, Stefano Breda)
6. Sei sola (feat. Tiziano Ferro) – 3:31 (testo: Tiziano Ferro, Claudia Nahum – musica: Tiziano Ferro)
7. Domani – 3:48 (testo: Claudia Nahum – musica: M. Canova)
8. Il tuo boy è preso male (feat. Tiziano Ferro) – 3:31 (testo: Tiziano Ferro, Claudia Nahum – musica: Tiziano Ferro, Michele Canova)
9. Come il domino – 2:47 (testo: Claudia Nahum – musica: Davide Totaro)
10. Una favola – 2:38 (testo: Claudia Nahum – musica: Stefano Tognini)
11. La verità – 3:14 (testo: Tiziano Ferro, Claudia Nahum – musica: Tiziano Ferro, Claudia Nahum, Michele Canova)
12. Tutto ritorna – 3:09 (testo: Claudia Nahum – musica: Michele Canova, Marco Pistella)
13. Femmina Alfa – 2:57 (testo: Claudia Nahum – musica: Ali-Lee Loudhni Gold, Michele Canova)
14. Se ti fa sentire meglio – 3:04 (testo: Claudia Nahum – musica: Michele Canova)

## Classifiche
| Classifica (2013) | Posizione massima |
| ----------------- | ----------------- |
| Italia            | 8                 |